# 33414 Jessicatian
33414 Jessicatian è un asteroide della fascia principale. Scoperto nel 1999, presenta un'orbita caratterizzata da un semiasse maggiore pari a 2,4185674 UA e da un'eccentricità di 0,1710410, inclinata di 6,59240° rispetto all'eclittica.